# C.J. Håkansson
C J (Carl Johan) Håkansson, född 1971 i Alvesta, är en svensk skräckförfattare. Han debuterade 2007 med romanen Fjärilen från Tibet, som gavs ut av Vertigo, och skriver regelbundet noveller för tidskriften Eskapix. Novellen "Den brända jorden" belönades med Catahyapriset för bästa svenskspråkiga science fiction-, fantasy- eller skräcknovell publicerad under 2008.

## Priser och utmärkelser
- Catahyapriset 2009